# 131号線 (チェコ)
チェコ国鉄131号線、別名ウースチー・ナド・ラベム〜ビーリナ線（チェコ語;Železniční trať Ústí nad Labem – Bílina）は、レギオジェット・ウースチー県の鉄道線の名称である。
1874年、ウースチー・テプリツェ鉄道の路線として開業した。2019年末に、チェコ国鉄からレギオジェット・ウースチー県に移管された。ウースチーとビーリナを最短距離で結ぶが、駅間距離が短く、最高速度も低いことから、並行する130号線の方が所要時間が短い。

## 歴史
ヨハン・リービヒ・ウント・コンプ社は1870年6月にビリン（現在ビーリナ）からビーリナ川を経由しアウシヒ（現在ウースチー・ナド・ラベム）に伸びる鉄道路線に関する許可を獲得した。その路線の工事は初めに資金問題のため実行されなかった。一方、アウシヒ・テプリッツ鉄道（Aussig-Teplitz Eisenbahn, ATE）は、本線の競争路線となる恐れから1871年9月20日にその路線を買うことを決定した。ATEは最初の関係会社との協商に成功して、1872年1月21日に鉄道建設の許可を引き受けた。本来の建設計画と異なって、この路線はテュルミッツ（現在トルミツェ）でATE本線と接続することとなった。建設はプラハの会社シェーン・ウント・ヴェセリ社が担当した。テュルミッツ - ビリン間新線は1874年6月6日に開通されて、ATE本線がオーストリア北西部鉄道と連結されてから6カ月後の出来事であった。
世紀の変わり目に交通量が急激に増加して、1900年以降アウペルシン（現在ウーポジニ） - コットヴィッツ＝シュヴァーツ（現在スヴィテツ）間は複線で備えられた。
ATEはチェコスロバキア政府樹立の後に国有化されて、この路線もチェコスロバキア国営鉄道（Československé státní dráhy, ČSD）に編入された。1938年10月ズデーテン併合の際に、トルミツェ - ビーリナ線はドイツ国営鉄道（Deutsche Reichbahn, DR）に引き受けられて、ドレスデン管理局に編入された。第二次世界大戦の終戦後に、この路線はČSDに復帰した。
1960年代にコシツェ - ホムトフ区間は複線と電力供給設備で全般的に改良された。同時にビーリナ市内区間は褐炭炭田の拡大のため移設されて、ウースチー - ホムトフ線とビーリナ駅で合流することとなった。1967年にトルミツェ - ビーリナ・フデジツェ間の電車線は三段階で設置された。1868年3月18日にフデジツェ - ビーリナ区間は複線と電車線で備えられた。
1970年代には貨物運送量が大きく増加して、その結果1976年5月30日に旅客列車は代行バスに転換された。ビロード革命の後に旅客輸送はやっと1991年5月26日に再開された。
1993年1月1日、チェコスロバキア連邦制解消の結果でこの路線は新生のチェコ鉄道（České dráhy, ČD）路線網に組み入れられた。

## 運行形態
公共交通および運賃制はウースチー州運輸連合（Dopravy Ústeckého kraje, DÚK）が担当する。
- ウースチー - ビーリナ ( - モスト)　　※レギオジェット・ウースチー県による運行
全て線内のみの運行。ウースチー〜ビーリナ間の各駅停車が基本で、2時間に1本程度運行している。平日の早朝・深夜と休日の大部分がモストまで直通する（ただしジェレニツェ通過）。平日の午後は、1時間に1本まで増発される。ビーリナでは、130号線のヘブ方面特急、ウースチー方面普通と接続する。
過去の運行形態
2019年以前はチェコ国鉄による運行で、全列車ビーリナ止まり、平日午後も2時間に1本の運行であった。これらの他、ウースチー～ウーポルジニ間の区間運転が一日1往復（トルニツェ通過）運行していた。コシトフは全列車停車であった。
2020年以降、レギオジェット・ウースチー県に移管された。平日午後は毎時1本に増発され、ウーポルジニ止まりの列車もビーリナ以西まで延伸となった。トルニツェは全列車停車となった。
2023年度に限り、平日はコシトフを通過していた。

- モスト/ビーリナ → ウースチー西駅 → シチェチー
一日片道1本の運行。ウースチー西駅以東は072号線に直通する。平日はビーリナ、休日はモスト始発。

## 駅一覧
以下では、チェコ国鉄131号線の駅と営業キロ、停車列車、接続路線などを一覧表で示す。
- ■印：全列車停車
- ○印：大部分通過、一部停車

| 路線名 | 駅名                             | 駅間営業キロ | 累計営業キロ | Os | 接続路線         | 所在地       | 所在地                     |
| ------ | -------------------------------- | ------------ | ------------ | -- | ---------------- | ------------ | -------------------------- |
| 130    | ウースチー・ナド・ラベム本駅     | -            | 4.4          | ■  | 090号線          | ウースチー州 | ウースチー・ナド・ラベム郡 |
| 131    | ウースチー・ナド・ラベム西駅     | 1.1          | 3.3          | ■  | 072号線、130号線 | ウースチー州 | ウースチー・ナド・ラベム郡 |
| 131    | トルニツェ駅                     | 3.3          | 0.0          | ■  |                  | ウースチー州 | ウースチー・ナド・ラベム郡 |
| 131    | コシトフ駅                       | 2.5          | 2.5          | ■  |                  | ウースチー州 | ウースチー・ナド・ラベム郡 |
| 131    | スタヂツェ駅                     | 2.8          | 5.3          | ■  |                  | ウースチー州 | ウースチー・ナド・ラベム郡 |
| 131    | ルジェフロヴィツェ駅             | 1.4          | 6.7          | ■  |                  | ウースチー州 | ウースチー・ナド・ラベム郡 |
| 131    | ブロザーンキ駅                   | 1.5          | 8.2          | ■  |                  | ウースチー州 | ウースチー・ナド・ラベム郡 |
| 131    | ルティニェ・ナド・ビーリノウ駅   | 1.9          | 10.1         | ■  |                  | ウースチー州 | テプリツェ郡               |
| 131    | ヴェルヴェティ停留所             | 1.5          | 11.6         | ■  |                  | ウースチー州 | テプリツェ郡               |
| 131    | ウーポルジニ駅                   | 1.9          | 13.5         | ■  | 097号線          | ウースチー州 | テプリツェ郡               |
| 131    | ルビーン駅                       | 1.6          | 15.1         | ■  |                  | ウースチー州 | テプリツェ郡               |
| 131    | オフニーチ駅                     | 3.9          | 19.0         | ■  |                  | ウースチー州 | テプリツェ郡               |
| 131    | ホストミツェ・ナド・ビーリノウ駅 | 2.4          | 21.4         | ■  |                  | ウースチー州 | テプリツェ郡               |
| 131    | スヴェテツ駅                     | 1.2          | 22.6         | ■  |                  | ウースチー州 | テプリツェ郡               |
| 131    | ビーリナ・フデルジツェ駅         | 0.9          | 23.7         | ■  |                  | ウースチー州 | テプリツェ郡               |
| 131    | ビーリナ駅                       | 2.5          | 26.2         | ■  | 130号線          | ウースチー州 | テプリツェ郡               |